# グレゴワール・ド・メビウス
グレゴワール・ド・メビウス（Gregoire de Mevius、1962年8月16日 - ）は、ベルギーのラリードライバーである。グレゴール・ド・メビウスまたはグレゴイル・ド・メビウスなどと表記される場合もよくある。世界ラリー選手権において日産やマツダのワークスチームのドライバーとして活躍した。
息子のギスラン・ド・メビウス、ギヨーム・ド・メビウスもラリードライバーとして活躍している。

## 経歴
1984年に母国ベルギーのラリーに参戦し、1988年から世界ラリー選手権(WRC)に参戦を開始。メビウスはキャリアの中でフォード、スバル、マツダ、日産に在籍し、1992年には日産・パルサーGTI-RでFIAプロダクションカップのタイトルを獲得している。メビウスは2001年までWRCに参戦した。
00年代は日産のワークスチームでパリ・ダカールラリーに参戦し、複数回のステージ勝利を挙げている。
ラリードライバーではあるが、サーキットレースにも参戦経験があり、ベルギー国内のツーリングカー選手権にも日産のワークスドライバーとして参戦した他、スパ・フランコルシャン24時間レースにも数回参戦。1999年は日産・プリメーラをドライブし、このレースで日産のドライバーとして1990年から参戦している、ディアク・ショイスマンと同じくラリードライバーであるギノ・ケニスと共に総合4位を獲得した。
メビウスと彼のナビのジャン＝マルク・フォーティンはオーバードライブ・レーシングを設立してダカール・ラリーのトヨタの凖ワークス格として参戦している他、メビウスの次男ギヨームを擁してT3（軽量プロトタイプ）に独自開発のバギーで参戦している。

## レース戦績

### スパ・フランコルシャン24時間レース
| 年   | チーム                         | コ・ドライバー                                    | 使用車両         | クラス | 周回 | 総合順位 | クラス順位 |
| ---- | ------------------------------ | ------------------------------------------------- | ---------------- | ------ | ---- | -------- | ---------- |
| 1989 | BMW・ベルギー                  | フランソワ・シャリオット ジェフ・アラム           | BMW・Ⅿ3 Evo      | A/DV.2 | 449  | 5位      | 2位        |
| 1997 | ベルギー・ターボ・チーム       | ディディエ・デフォールニ カート・ティエール       | BMW・318is       | ST     | 147  | DNF      | DNF        |
| 1998 | ベルギー・日産・ターボ・チーム | ディアク・ショイスマン デイビッド・レズリー       | 日産・プリメーラ | SP     | 471  | 7位      | 7位        |
| 1999 | 日産・ベルギー                 | ディアク・ショイスマン ギノ・ケニス               | 日産・プリメーラ | SP     | 484  | 4位      | 4位        |
| 2000 | BMW・フィナ                    | ディビッド・シーリンズ トーマス・ヴィンケルホック | BMW・320i        | SP     |      | DNF      | DNF        |